# Уэйд, Вирджиния
Сара Вирджиния Уэйд (англ. Sarah Virginia Wade; род. 10 июля 1945 года в Борнмуте) — бывшая британская профессиональная теннисистка, затем спортивный комментатор. Семикратная победительница турниров Большого шлема в одиночном и парном женском разрядах. Обладательница награды WTA в категории «Игрок года» (1977). Член Международного зала теннисной славы с 1989 года.

## Спортивная карьера
В августе 1965 года двадцатилетняя Вирджиния Уэйд была приглашена в сборную Великобритании для участия в матче Кубка Уайтмен со сборной США. Её дебют в сборной оказался неудачным, она проиграла обе свои встречи, одиночную и парную, но с тех пор регулярно в течение двух десятилетий (до 1985 года) защищала цвета британского флага в этом соревновании.
В 1967 году, в 21 год, Уэйд впервые выступила в составе сборной Великобритании в Кубке Федерации. В свой первый сезон в Кубке Федерации она провела за сборную семь игр, победив в пяти из них, и дошла с командой до финала, где британки проиграли сборной США. Уэйд продолжала выступать за сборную Великобритании на протяжении всей карьеры и в общей сложности провела 99 матчей, выиграв 66 из них. Она ещё трижды пробивалась со сборной в финал, в декабре 1970, 1972 и 1981 годах, но так и не сумела завоевать этот трофей. В 2002 году она была удостоена специальной награды за отличие в Кубке Федерации.
В 1968 году Уэйд, выступавшая тогда в ранге любителя, выиграла первый женский турнир Открытой эры, проходивший в её родном Борнмуте. В том же году она выиграла свой первый турнир Большого шлема, став победительницей Открытого чемпионата США. Она также выиграла свой первый Кубок Уайтмен, одержав победы во всех трёх своих играх. В следующем году она дошла до финала в том же турнире в женском парном разряде.
В 1972 году Уэйд выигрывает свой второй турнир Большого шлема, Открытый чемпионат Австралии, а в 1973 году побеждает на трёх из четырёх турниров Большого шлема в женском парном разряде, завоевав так называемый «Малый шлем». В 1974 и 1975 годах она ещё дважды выигрывает Кубок Уайтмен. В 1975 году она также вторично победила на Открытом чемпионате США в женских парах и стала с Маргарет Корт первой победительницей парного чемпионата WTA в Токио.
В 1977 году, в год столетия Уимблдонского турнира, Вирджиния Уэйд выигрывает свой третий турнир Большого шлема в одиночном разряде. Выступая на глазах у праздновавшей 25-ю годовщину своего царствования королевы Елизаветы II, в полуфинале она победила действующую чемпионку, Крис Эверт, а в финале — нидерландку Бетти Стове. По итогам сезона она была признана Женской теннисной ассоциацией (WTA) «игроком года», хотя так и не сумела занять первую строчку в рейтинге. На следующий год она в четвёртый раз завоевала Кубок Уайтмен, в 1979 году на Открытом чемпионате Франции в десятый раз вышла в финал турнира Большого шлема в женских парах (и в шестой раз его проиграла), а в 1981 году, в 36 лет, в четвёртый раз дошла со сборной Великобритании до финала Кубка Федерации.
Свои последние матчи в профессиональном теннисе Вирджиния Уэйд провела в 1986 году. В возрасте 41 года она пробилась во второй круг Открытого чемпионата США в женских парах с Сэнди Коллинз, а последнюю игру в карьере провела в октябре 1986 года в британском Брайтоне, где в паре с Катрин Сюир уступила Штеффи Граф и Гелене Суковой.
В 1986 году Вирджиния Уэйд стала офицером ордена Британской империи. В 1989 году имя Уэйд было включено в списки Международного зала теннисной славы. В 2025 году Уэйд стала командором ордена Британской империи.

## Участие в финалах турниров Большого шлема

### Одиночный разряд (3)

#### Победы (3)
| Год  | Турнир                       | Соперница в финале   | Счёт в финале |
| ---- | ---------------------------- | -------------------- | ------------- |
| 1968 | Открытый чемпионат США       | Билли-Джин Кинг      | 6-4, 6-2      |
| 1972 | Открытый чемпионат Австралии | Ивонн Гулагонг-Коули | 6-4, 6-4      |
| 1977 | Уимблдонский турнир          | Бетти Стове          | 4-6, 6-3, 6-1 |

### Женский парный разряд (10)

#### Победы (4)
| Год  | Турнир                       | Партнёр       | Соперницы в финале              | Счёт в финале |
| ---- | ---------------------------- | ------------- | ------------------------------- | ------------- |
| 1973 | Открытый чемпионат Австралии | Маргарет Корт | Керри Мелвилл-Рейд Керри Харрис | 6-4, 6-4      |
| 1973 | Открытый чемпионат Франции   | Маргарет Корт | Франсуаза Дюрр Бетти Стове      | 6-2, 6-3      |
| 1973 | Открытый чемпионат США       | Маргарет Корт | Розмари Казалс Билли-Джин Кинг  | 3-6, 6-3, 7-5 |
| 1975 | Открытый чемпионат США (2)   | Маргарет Корт | Розмари Казалс Билли-Джин Кинг  | 7-5, 2-6, 7-6 |

### Поражения (6)
| Год  | Турнир                     | Партнёр        | Соперницы в финале                | Счёт в финале |
| ---- | -------------------------- | -------------- | --------------------------------- | ------------- |
| 1969 | Открытый чемпионат США     | Маргарет Корт  | Франсуаза Дюрр Дарлин Хард        | 6-0, 3-6, 4-6 |
| 1970 | Уимблдонский турнир        | Франсуаза Дюрр | Розмари Казалс Билли-Джин Кинг    | 2-6, 3-6      |
| 1970 | Открытый чемпионат США (2) | Розмари Казалс | Маргарет Корт Джуди Тегарт-Далтон | 3-6, 4-6      |
| 1972 | Открытый чемпионат США (3) | Маргарет Корт  | Франсуаза Дюрр Бетти Стове        | 3-6, 6-1, 3-6 |
| 1976 | Открытый чемпионат США (4) | Ольга Морозова | Линки Бошофф Илана Клосс          | 1-6, 4-6      |
| 1979 | Открытый чемпионат Франции | Франсуаза Дюрр | Бетти Стове Венди Тёрнбулл        | 6-3, 5-6, 4-6 |

## Дальнейшая деятельность
В 1982 году Вирджиния Уэйд стала первой женщиной в истории, вошедшей в организационный комитет Уимблдонского турнира. Она продолжила административную деятельность после окончания спортивной карьеры.
Уэйд также стала одним из ведущих спортивных комментаторов сразу двух крупных теле- и радиовещательных компаний: BBC у себя на родине, в Великобритании, и CBS в США.